# 成福院
成福院（じょうふくいん）は、奈良県生駒郡平群町の信貴山にある信貴山真言宗の大本山寺院。朝護孫子寺の塔頭寺院。また宿坊寺院。

## 歴史
後嵯峨天皇の時代に創建と伝わる。
1577年（天正5年）の信貴山城の戦いで焼失するが、1790年（寛政2年）に再興された。
1911年（明治44年）5月18日、文秀女王が御成。
1928年（昭和3年）4月6日、久邇宮邦彦王が御成。これを記念して、久邇宮が滞在した貴賓室「宝雲閣」のために堂本印象の襖絵が制作された。

## 境内
- 融通殿 - 後嵯峨天皇の念持仏であった如意宝珠（如意融通宝生尊）を祀る。
- 尊天堂
- 三福神堂
- 修行大師像 - 寅大師と呼ばれる。
- 大黒堂
- 鎮宅霊符神
- 信徒会館 - 客殿、宿坊。1970年（昭和45年）築。全室和室で祈祷や法話などを聞くことができる場合もある。
- 石室十三仏（平群町指定有形文化財）
- 庫裏
- 表門

## 文化財
平群町指定有形文化財
- 石室十三仏

## 交通
- 西名阪自動車道「西名阪自動車道」より車で約20分。
- 近鉄生駒線「信貴山下駅」より車で約10分。